# Football League Cup 2014-2015
La Football League Cup 2014-2015, conosciuta anche con il nome di Capital One Cup per motivi di sponsorizzazione, è stata la 55ª edizione del terzo torneo calcistico più importante del calcio inglese, la 49ª in finale unica. La manifestazione, ebbe inizio l'11 agosto 2014 e si concluse il 1º marzo 2015 con la finale di Wembley.
Il trofeo fu vinto dal Chelsea, che nell'atto conclusivo fece suo il derby di finale con il Tottenham Hotspur, imponendosi con il punteggio di 2-0.

## Formula
La Football League Cup era riservata alle 20 squadre della Premier League e alle 72 della Football League. Ogni turno della competizione è composto da scontri ad eliminazione diretta, ad esclusione delle semifinali che si compongono di due match dove la squadra con il miglior risultato combinato accede in finale. Se al termine di ogni partita o se il risultato combinato delle semifinali è identico, vengono giocati i tempi supplementari. Se anche al termine dei tempi supplementari il punteggio è ancora in parità, si passa ai calci di rigore.
|                              | Squadre che entrano in questo turno                                                                                           | Squadre qualificate dal turno precedente    |
| ---------------------------- | --- | ------------------------------------------- |
| Primo turno (70 squadre)     | - 24 squadre dalla Football League Two - 24 squadre dalla Football League One - 22 squadre dalla Football League Championship |                                             |
| Secondo turno (50 squadre)   | - 2 squadre dalla Football League Championship - 13 squadre dalla Premier League (non partecipanti alle competizioni europee) | - 35 squadre vincitrici del primo turno     |
| Terzo turno (32 squadre)     | - 7 squadre dalla Premier League (partecipanti alle competizioni europee)                                                     | - 25 squadre vincitrici del secondo turno   |
| Quarto turno (16 squadre)    | | - 16 squadre vincitrici del terzo turno     |
| Quarti di finale (8 squadre) | | - 8 squadre vincitrici del quarto turno     |
| Semifinali (4 squadre)       | | - 4 squadre vincitrici dei quarti di finale |
| Finale (2 squadre)           | | - 2 squadre vincitrici delle semifinali     |

## Date
| Fase        | Turno                | Andata               | Ritorno              |
| ----------- | -------------------- | -------------------- | -------------------- |
| Preliminari | 1º turno             | 11/13 agosto 2014    | 11/13 agosto 2014    |
| Preliminari | 2º turno             | 26/27 agosto 2014    | 26/27 agosto 2014    |
| Preliminari | Sedicesimi di finale | 23/24 settembre 2014 | 23/24 settembre 2014 |
| Fase Finale | Ottavi di finale     | 28 ottobre 2014      | 28 ottobre 2014      |
| Fase Finale | Quarti di finale     | 16 dicembre 2014     | 16 dicembre 2014     |
| Fase Finale | Semifinali           | 19 gennaio 2015      | 26 gennaio 2015      |
| Fase Finale | Finale               | 1 marzo 2015         | 1 marzo 2015         |

## Primo turno
| Squadra 1       | Risultato       | Squadra 2          |
| --------------- | --------------- | ------------------ |
| 11 agosto 2014  |                 |                    |
| Carlisle Utd    | 0 - 2           | Derby County       |
| 12 agosto 2014  |                 |                    |
| Shrewsbury Town | 1 - 0           | Blackpool          |
| Sheffield Weds  | 3 - 0           | Notts County       |
| Tranmere        | 0 - 1           | Nottingham Forest  |
| Leeds Utd       | 2 - 1           | Accrington Stanley |
| Bolton          | 3 - 2 (dts)     | Bury               |
| Rochdale        | 0 - 2           | Preston N.E.       |
| Rotherham Utd   | 1 - 0 (dts)     | Fleetwood Town     |
| Port Vale       | 6 - 2           | Hartlepool Utd     |
| Morecambe       | 0 - 1           | Bradford City      |
| Barnsley        | 0 - 2           | Crewe Alexandra    |
| Chesterfield    | 3 - 5 (dts)     | Huddersfield Town  |
| Blackburn       | 0 - 1           | Scunthorpe Utd     |
| Burton Albion   | 2 - 1           | Wigan              |
| York City       | 0 - 1           | Doncaster          |
| Reading         | 3 - 1           | Newport County     |
| Bristol City    | 1 - 2           | Oxford Utd         |
| Brighton        | 2 - 0           | Cheltenham Town    |
| Luton Town      | 1 - 2           | Swindon Town       |
| Dag & Red       | 6 - 6 (2–4 dtr) | Brentford          |
| Charlton        | 4 - 0           | Colchester Utd     |
| Crawley Town    | 1 - 0 (dts)     | Ipswich Town       |
| Wolverhampton   | 2 - 3           | Northampton Town   |
| Yeovil Town     | 1 - 2           | Gillingham         |
| MK Dons         | 3 - 1           | AFC Wimbledon      |
| Exeter City     | 0 - 2           | Bournemouth        |
| Stevenage       | 0 - 1           | Watford            |
| Plymouth        | 3 - 3 (5–6 dtr) | Leyton Orient      |
| Birmingham City | 3 - 1 (dts)     | Cambridge Utd      |
| Portsmouth      | 1 - 0           | Peterborough Utd   |
| Millwall        | 1 - 0           | Wycombe            |
| Southend Utd    | 1 - 2           | Walsall            |
| Oldham Athletic | 0 - 3           | Middlesbrough      |
| 13 agosto 2014  |                 |                    |
| Coventry City   | 1 - 2           | Cardiff City       |
| Sheffield Utd   | 2 - 1           | Mansfield Town     |

## Secondo turno
| Squadra 1         | Risultato       | Squadra 2         |
| ----------------- | --------------- | ----------------- |
| 26 agosto 2014    |                 |                   |
| Port Vale         | 2 - 3           | Cardiff City      |
| Middlesbrough     | 3 - 1           | Preston N.E.      |
| Huddersfield Town | 0 - 2           | Nottingham Forest |
| Swansea City      | 1 - 0           | Rotherham Utd     |
| Watford           | 1 - 2           | Doncaster         |
| Millwall          | 0 - 2           | Southampton       |
| Bournemouth       | 3 - 0           | Northampton Town  |
| Brentford         | 0 - 1           | Fulham            |
| Scunthorpe Utd    | 0 - 1           | Reading           |
| Derby County      | 1 - 0           | Charlton          |
| West Ham Utd      | 1 - 1 (4–5 dtr) | Sheffield Utd     |
| Swindon Town      | 2 - 4 (dts)     | Brighton          |
| Leicester City    | 0 - 1           | Shrewsbury Town   |
| Crewe Alexandra   | 2 - 3 (dts)     | Bolton            |
| Gillingham        | 0 - 1           | Newcastle Utd     |
| Norwich City      | 3 - 1           | Crawley Town      |
| Burnley           | 0 - 1           | Sheffield Weds    |
| Walsall           | 0 - 3           | Crystal Palace    |
| MK Dons           | 4 - 0           | Manchester Utd    |
| West Bromwich     | 1 - 1 (7–6 dtr) | Oxford Utd        |
| 27 agosto 2014    |                 |                   |
| Aston Villa       | 0 - 1           | Leyton Orient     |
| Bradford City     | 2 - 1           | Leeds Utd         |
| Burton Albion     | 1 - 0           | QPR               |
| Stoke City        | 3 - 0           | Portsmouth        |
| Birmingham City   | 0 - 3           | Sunderland        |

## Terzo turno
| Squadra 1         | Risultato         | Squadra 2         |
| ----------------- | ----------------- | ----------------- |
| 23 settembre 2014 |                   |                   |
| Arsenal           | 1 - 2             | Southampton       |
| Fulham            | 2 - 1             | Doncaster         |
| Leyton Orient     | 0 - 1             | Sheffield Utd     |
| Cardiff City      | 0 - 3             | Bournemouth       |
| Sunderland        | 1 - 2             | Stoke City        |
| Derby County      | 2 - 0             | Reading           |
| Liverpool         | 2 - 2 (14–13 dtr) | Middlesbrough     |
| MK Dons           | 2 - 0             | Bradford City     |
| Swansea City      | 3 - 0             | Everton           |
| Shrewsbury Town   | 1 - 0             | Norwich City      |
| 24 settembre 2014 |                   |                   |
| Chelsea           | 2 - 1             | Bolton            |
| Crystal Palace    | 2 - 3 (dts)       | Newcastle Utd     |
| Manchester City   | 7 - 0             | Sheffield Weds    |
| Burton Albion     | 0 - 3             | Brighton          |
| Tottenham         | 3 - 1             | Nottingham Forest |
| West Bromwich     | 3 - 2             | Hull City         |

## Quarto turno
| Squadra 1       | Risultato | Squadra 2     |
| --------------- | --------- | ------------- |
| 28 ottobre 2014 |           |               |
| Tottenham       | 2 - 0     | Brighton      |
| Stoke City      | 2 - 3     | Southampton   |
| Bournemouth     | 2 - 1     | West Bromwich |
| Shrewsbury Town | 1 - 2     | Chelsea       |
| Liverpool       | 2 - 1     | Swansea City  |
| MK Dons         | 1 - 2     | Sheffield Utd |
| Manchester City | 0 - 2     | Newcastle Utd |
| Fulham          | 2 - 5     | Derby County  |

## Quarti di finale
| Squadra 1        | Risultato | Squadra 2     |
| ---------------- | --------- | ------------- |
| 16 dicembre 2014 |           |               |
| Derby County     | 1 - 3     | Chelsea       |
| Tottenham        | 4 - 0     | Newcastle Utd |
| Bournemouth      | 1 - 3     | Liverpool     |
| Sheffield Utd    | 1 - 0     | Southampton   |

## Semifinali
| Squadra 1 | Totale | Squadra 2     | Andata          | Ritorno         |
| --------- | ------ | ------------- | --------------- | --------------- |
|           |        |               | 20 gennaio 2015 | 27 gennaio 2015 |
| Liverpool | 1 - 2  | Chelsea       | 1 - 1           | 0 - 1 (dts)     |
|           |        |               | 21 gennaio 2015 | 28 gennaio 2015 |
| Tottenham | 3 - 2  | Sheffield Utd | 1 - 0           | 2 - 2           |

### Andata
| Arbitro: | Martin Atkinson |

|              |           |                   |
| Sterling 59’ | Marcatori | 18’ (rig.) Hazard |

| Arbitro: | Neil Swarbrick |

|                     |           |  |
| Townsend 74’ (rig.) | Marcatori |  |

### Ritorno
| Arbitro: | Michael Oliver |

|              |           |  |
| Ivanovic 94’ | Marcatori |  |

| Arbitro: | Mike Dean |

|                |           |                  |
| Adams 77’, 79’ | Marcatori | 28’, 88’ Eriksen |

## Finale
| Arbitro: | Anthony Taylor |

|                           |           |  |
| Terry 45’ Diego Costa 56’ | Marcatori |  |

| Chelsea | Tottenham Hotspur |

| CHELSEA (4-3-3) |    |                    |         |
|                 |    |                    |         |
| P               | 1  | Petr Čech          |         |
| D               | 2  | Branislav Ivanović |         |
| D               | 24 | Gary Cahill        |         |
| D               | 26 | John Terry (C)     |         |
| D               | 28 | César Azpilicueta  |         |
| C               | 5  | Kurt Zouma         | 72’     |
| C               | 7  | Ramires            |         |
| C               | 4  | Cesc Fàbregas      | 88’     |
| A               | 22 | Willian            | 70’ 76’ |
| A               | 10 | Eden Hazard        |         |
| A               | 19 | Diego Costa        | 90+3’   |
| A disposizione: |    |                    |         |
| P               | 13 | Thibaut Courtois   |         |
| D               | 3  | Filipe Luís        |         |
| D               | 6  | Nathan Aké         |         |
| C               | 8  | Oscar              | 88’     |
| C               | 23 | Juan Cuadrado      | 76’ 85’ |
| A               | 11 | Didier Drogba      | 90+3’   |
| A               | 18 | Loïc Rémy          |         |
| Manager:        |    |                    |         |
| José Mourinho   |    |                    |         |

| TOTTENHAM HOTSPUR (4-2-3-1) |    |                    |     |
|                             |    |                    |     |
| P                           | 1  | Hugo Lloris (C)    |     |
| D                           | 2  | Kyle Walker        |     |
| D                           | 15 | Eric Dier          | 31’ |
| D                           | 5  | Jan Vertonghen     |     |
| D                           | 3  | Danny Rose         |     |
| C                           | 42 | Nabil Bentaleb     | 78’ |
| C                           | 38 | Ryan Mason         | 71’ |
| T                           | 17 | Andros Townsend    | 62’ |
| T                           | 23 | Christian Eriksen  |     |
| T                           | 22 | Nacer Chadli       | 80’ |
| A                           | 18 | Harry Kane         |     |
| A disposizione:             |    |                    |     |
| P                           | 13 | Michel Vorm        |     |
| D                           | 21 | Federico Fazio     |     |
| D                           | 33 | Ben Davies         |     |
| C                           | 11 | Erik Lamela        | 71’ |
| C                           | 19 | Moussa Dembélé     | 62’ |
| C                           | 25 | Benjamin Stambouli |     |
| A                           | 9  | Roberto Soldado    | 80’ |
| Manager:                    |    |                    |     |
| Mauricio Pochettino         |    |                    |     |

| Man of the match John Terry (Chelsea) |

## Tabellone (dal quarto turno)
|  | Quarto turno    | Quarto turno  |   |               | Quarti di finale | Quarti di finale |  |           | Semifinali | Semifinali | Semifinali | Semifinali |  |         | Finale | Finale |
|  |                 |               |   |               |                  |                  |  |           |            |            |            |            |  |         |        |        |
|  | Bournemouth     | 2             |   |               |                  |                  |  |           |            |            |            |            |  |         |        |        |
|  | West Bromwich   | 1             |   |               |                  |                  |  |           |            |            |            |            |  |         |        |        |
|  | West Bromwich   | 1             |   | Bournemouth   | 1                |                  |  |           |            |            |            |            |  |         |        |        |
|  |                 |               |   | Bournemouth   | 1                |                  |  |           |            |            |            |            |  |         |        |        |
|  |                 | Liverpool     | 3 |               |                  |                  |  |           |            |            |            |            |  |         |        |        |
|  | Liverpool       | Liverpool     | 3 | 2             |                  |                  |  |           |            |            |            |            |  |         |        |        |
|  | Liverpool       |               |   | 2             |                  |                  |  |           |            |            |            |            |  |         |        |        |
|  | Swansea City    | 1             |   |               |                  |                  |  |           |            |            |            |            |  |         |        |        |
|  | Swansea City    | 1             |   |               |                  |                  |  | Liverpool | 1          | 0          | 1          |            |  |         |        |        |
|  |                 |               |   |               |                  |                  |  | Liverpool | 1          | 0          | 1          |            |  |         |        |        |
|  |                 | Chelsea       | 1 | 1             | 2                |                  |  |           |            |            |            |            |  |         |        |        |
|  | Fulham          | Chelsea       | 1 | 1             | 2                | 2                |  |           |            |            |            |            |  |         |        |        |
|  | Fulham          |               |   |               |                  | 2                |  |           |            |            |            |            |  |         |        |        |
|  | Derby County    | 5             |   |               |                  |                  |  |           |            |            |            |            |  |         |        |        |
|  | Derby County    | 5             |   | Derby County  | 1                |                  |  |           |            |            |            |            |  |         |        |        |
|  |                 |               |   | Derby County  | 1                |                  |  |           |            |            |            |            |  |         |        |        |
|  |                 | Chelsea       | 3 |               |                  |                  |  |           |            |            |            |            |  |         |        |        |
|  | Shrewsbury Town | Chelsea       | 3 | 1             |                  |                  |  |           |            |            |            |            |  |         |        |        |
|  | Shrewsbury Town |               |   | 1             |                  |                  |  |           |            |            |            |            |  |         |        |        |
|  | Chelsea         | 2             |   |               |                  |                  |  |           |            |            |            |            |  |         |        |        |
|  | Chelsea         | 2             |   |               |                  |                  |  |           |            |            |            |            |  | Chelsea | 2      |        |
|  |                 |               |   |               |                  |                  |  |           |            |            |            |            |  | Chelsea | 2      |        |
|  |                 | Tottenham     | 0 |               |                  |                  |  |           |            |            |            |            |  |         |        |        |
|  | Manchester City | Tottenham     | 0 | 0             |                  |                  |  |           |            |            |            |            |  |         |        |        |
|  | Manchester City |               |   | 0             |                  |                  |  |           |            |            |            |            |  |         |        |        |
|  | Newcastle Utd   | 2             |   |               |                  |                  |  |           |            |            |            |            |  |         |        |        |
|  | Newcastle Utd   | 2             |   | Newcastle Utd | 0                |                  |  |           |            |            |            |            |  |         |        |        |
|  |                 |               |   | Newcastle Utd | 0                |                  |  |           |            |            |            |            |  |         |        |        |
|  |                 | Tottenham     | 4 |               |                  |                  |  |           |            |            |            |            |  |         |        |        |
|  | Tottenham       | Tottenham     | 4 | 2             |                  |                  |  |           |            |            |            |            |  |         |        |        |
|  | Tottenham       |               |   | 2             |                  |                  |  |           |            |            |            |            |  |         |        |        |
|  | Brighton        | 0             |   |               |                  |                  |  |           |            |            |            |            |  |         |        |        |
|  | Brighton        | 0             |   |               |                  |                  |  | Tottenham | 1          | 2          | 3          |            |  |         |        |        |
|  |                 |               |   |               |                  |                  |  | Tottenham | 1          | 2          | 3          |            |  |         |        |        |
|  |                 | Sheffield Utd | 0 | 2             | 2                |                  |  |           |            |            |            |            |  |         |        |        |
|  | MK Dons         | Sheffield Utd | 0 | 2             | 2                | 1                |  |           |            |            |            |            |  |         |        |        |
|  | MK Dons         |               |   |               |                  | 1                |  |           |            |            |            |            |  |         |        |        |
|  | Sheffield Utd   | 2             |   |               |                  |                  |  |           |            |            |            |            |  |         |        |        |
|  | Sheffield Utd   | 2             |   | Sheffield Utd | 1                |                  |  |           |            |            |            |            |  |         |        |        |
|  |                 |               |   | Sheffield Utd | 1                |                  |  |           |            |            |            |            |  |         |        |        |
|  |                 | Southampton   | 0 |               |                  |                  |  |           |            |            |            |            |  |         |        |        |
|  | Stoke City      | Southampton   | 0 | 2             |                  |                  |  |           |            |            |            |            |  |         |        |        |
|  | Stoke City      |               |   | 2             |                  |                  |  |           |            |            |            |            |  |         |        |        |
|  | Southampton     | 3             |   |               |                  |                  |  |           |            |            |            |            |  |         |        |        |